# نجد
نجد هي أحد أقاليم شبه جزيرة العرب التاريخية وأكبرها مساحة وترتفع هضبة نجد ما بين 700 إلى 1500 متر فوق سطح البحر وتقع في وسط شبه الجزيرة العربية.
وكانت نجد موطناً تاريخياً لعدة ممالك تاريخية عريقة مثل مملكة كندة وطسم وجديس. ونجد موطن وأصل عدة قبائل عربية عريقة مثل بني زيد وبني حنيفة وبني أسد وبني تميم وهوازن وغطفان ومملكة تنوخ وطيء وبنو عامر ومحارب وباهلة وبنو غنى وحضارة المقر وغيرهم. تشكل اليوم منطقة الرياض ومنطقة القصيم ومنطقة حائل والأجزاء الشرقية لمنطقة مكة المكرمة ومناطق نجد الشرقية مثل هضبة الصمان ضمن المملكة العربية السعودية.
ونجد هي مرابع معظم شعراء العرب المشهورين مثل امرؤ القيس وعنترة بن شداد وزهير بن أبي سلمى وجرير والفرزدق والزير سالم والأعشى والخنساء وغيرهم كثيرون. ونجد موطن لعدد من الصحابة وقادات المسلمين مثل القعقاع بن عمرو التميمي.
وقد شهدت أرض نجد كثيراً من قصص الحب التي خلدها الأدب العربي مثل قصة عبلة وعنترة وقصة قيس ولبنى ومجنون ليلى، "حيث جبال أجا وسلمى وأبانان، وحيث سهل القصيم والصمان، وحيث اليمامة ذات النخيل والزروع والأودية والعيون. مسارح الجلال والجمال، ومشاهد البداوة والحضارة، ومجال النشاط والقوة والمروءة والفتوة".

## التسمية
اختلف المؤرخون والنسابة فيما كانت نجد هي اليمامة أو جزء منها أم إقليماً بحد ذاتها. الحدود وتقسيمات شبه الجزيرة العربية إلى الحجاز وحضرموت والعروض وتهامة عند الجغرافيين كانت تقسيمات تعكس دوافع دينية وسياسية وهي حدود غير ثابتة ومتقلبة خضعت لتغيرات عديدة نتيجة الاضطراب السياسي والتغييرات السكانية. الكثير من الإخباريين خلط بين اليمامة ونجد والغالب أن اليمامة هي مدينة الرياض حالياً. نجد في اللغة هو المكان المرتفع وهناك عدة مناطق في شبه الجزيرة العربية تسمى بنجد ولكن أشهرها الواقع بوسط شبه الجزيرة العربية وأحيانا يسمى بنجد الحجاز لإنه ارتفع عن تهامتها وفق ما زعم بعض الإخباريين وفي ذلك أسباب سياسية كان هدفها انكار وجود اليمامة كوحدة ثقافية أو اجتماعية وإدارية خلال العصور الإسلامية. وقيل أن نجد المشهورة هي الأرض المرتفعة الفاصلة بين اليمن وتهامة وبين العراق والشام. ومما قيل في نجد:
- قال ابن منظور:| نجد | ونجدٌ اسم خاصٌّ لما دون الحجاز مما يَلي العراق | نجد |
- قال أبو عبد الله بن الأعرابي:| نجد | نجد ما بين العذيب إِلى ذات عرق وإِلى اليمامة وإِلى اليمن وإِلى جبل طَيّء، ومن المربد إِلى وجرة | نجد |
- وقد وصف الدكتور عبد الوهاب عزام نجداً في كتابه مهد العرب بقوله:[1]

| نجد | "نجد الفيحاء الخضراء ذات الأودية والمروج والقرى والحدائق وذات الجبال والسهول والمدر والوبر، متقلب القبائل الكبيرة ومسرح الجياد العربية الأصيلة. نجد ملعب الصبا والنعامى ومنبت العرار والخزامى وموطن الشعراء، تجاوبت أرجاؤها بأشعارهم، وروت غدارنها ورياضها أخبارهم. بلاد امرئ القيس وطرفة والحارث بن حلزة وأوس بن حجر وزهير وعنترة، ومنشأ جرير والفرزدق. حفظ الشعر العربي ذكراها وردد خارج الجزيرة صداها وحن إلى صباها | نجد |

- ويقول فؤاد حمزة مستشار الملك عبد العزيز في كتابه قلب جزيرة العرب:[1]

| نجد | تطلق كلمة نجد على الأرض المرتفعة وتستعمل اصطلاحاً لتدل على المنطقة الوسطى من جزيرة العرب، وهي المنطقة الواقعة شرقي الحجاز إلى الدهناء في الشرق، وقد اختلف الجغرافيون العرب في تحديد المكان الذي تبدأ نجد فيه من جهة الحجاز، إلا أن المعترف به أنها تبدأ من ذات عرق (نخلة) وهو مكان يبعد عن وادي السيل المشهور في الحجاز ببضعة أميال ويقال: إن من رأي حضناً فقد أنجد | نجد |

## التاريخ

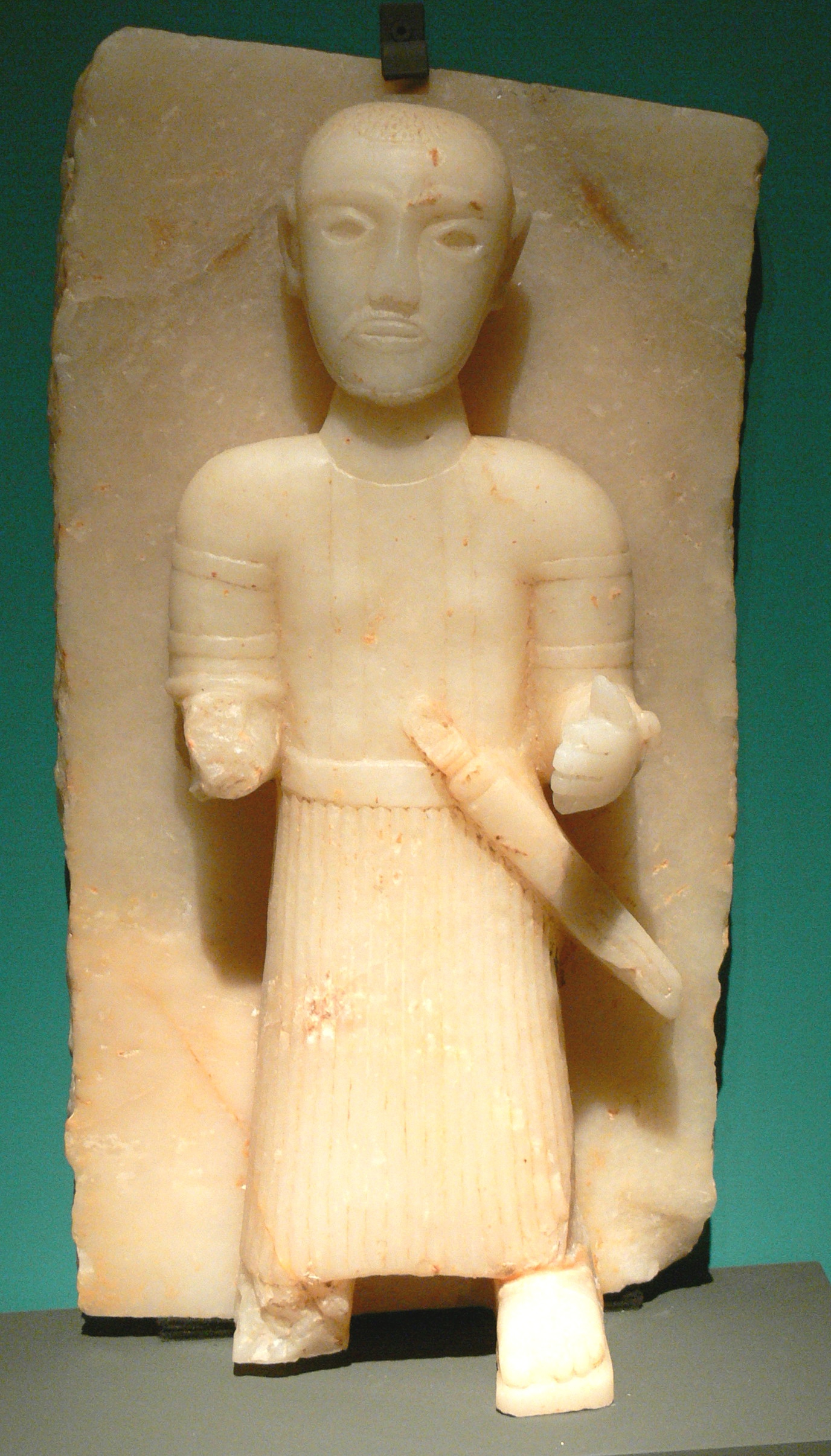
تمثال صغير لمحارب عثر عليه في قرية الفاو عاصمةمملكة كندة يعود للقرن الأول/الثاني بعد الميلاد

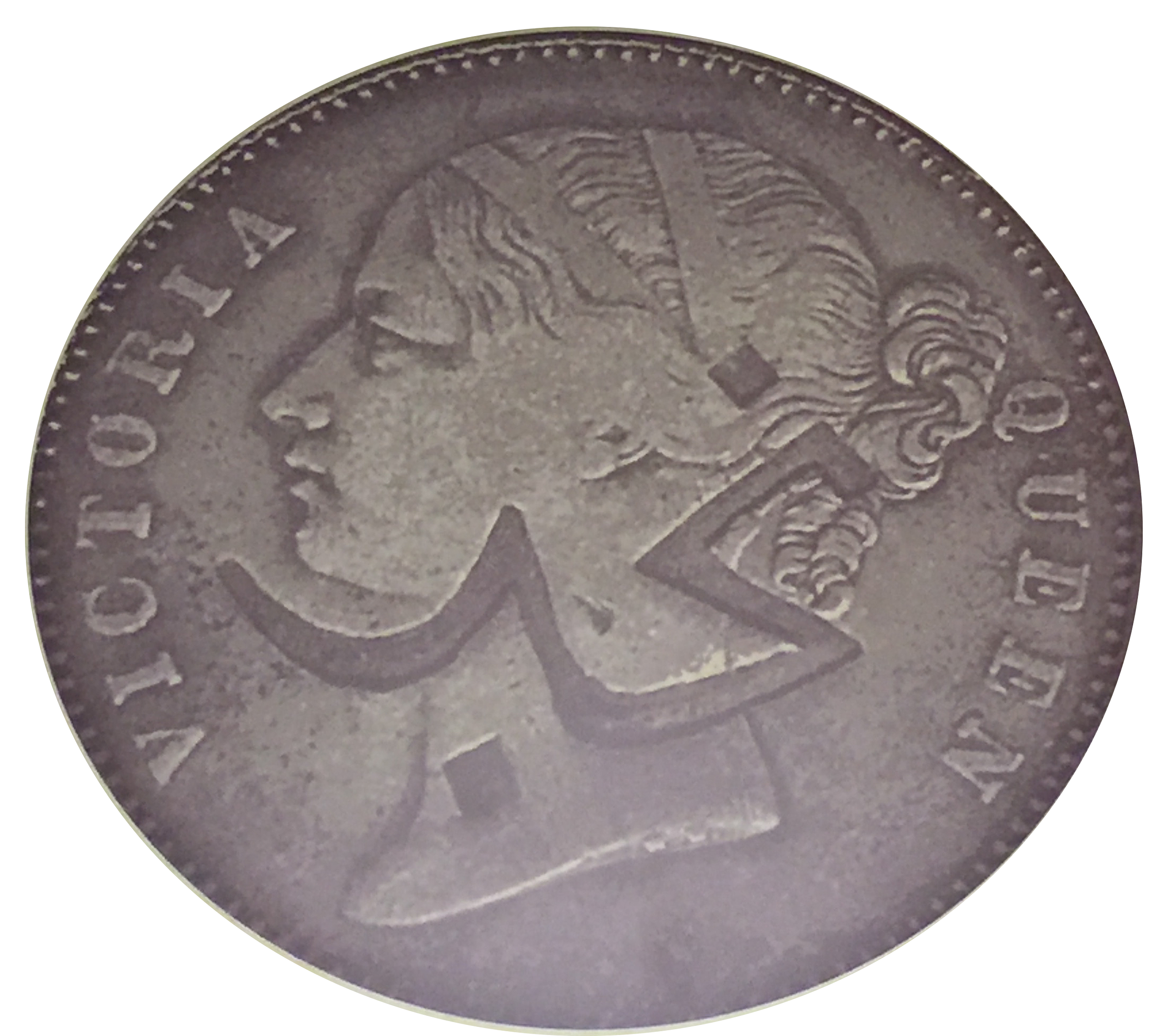
عملة نقدية بعهد الملكة فيكتوريا مكتوب عليها اسم نجد

تعد مملكة كندة التي قامت في قرية الفاو من أقدم الممالك التي قامت في المنطقة ويعود تاريخها للقرن الرابع ق.م. كانت دولة مدينة في بدايتها ولها ارتباطات قوية بمملكة سبأ كانت المملكة تعرف باسم قرية ذات كهل وكهل أو كاهل هذا هو أكبر آلهة قبيلة كندة ومذحج. توسعت المملكة كثيراً في فترات ما بعد الميلاد أيام مملكة حِميَّر الكتابات الآثرية القديمة المكتشفة في المنطقة كُتبت بخط المسند وتحوي خصائص لغوية مميزة ولها أهمية كبيرة للوقوف على مراحل تطور اللغة العربية لا تتوفر تفاصيل كثيرة عن التاريخ النجدي القديم وهُجرت قرية الفاو في فترة غير معروفة وظروف غامضة وتظهر الآثار المكتشفة أن المنطقة كانت محل حروب ونزاع بين المناذرة ومملكة كندة المدعومين من الحِميَّريين، فنقش النمارة الذي أُكتشف بجبل الدروز في سورية، يُظهر أن ملك المناذرة امرؤ القيس بن عمرو (الأول) شن حملة واسعة أخضع خلالها قبائل بني أسد ونزار ومعد وهزم مذحج وقاتلهم بضراوة ـ وفق النص ـ على حدود نجران رداً على ذلك، أرسل شمَّر يهرعش ملك الحِميَّريين قوة من كندة ومذحج لقتال المناذرة وذلك في القرن الرابع بعد الميلاد، وأكتشفت كتابة في الدوادمي للملك الحميري أسعد الكامل تعود للقرن الخامس تشير إلى معركة أخرى ضد المناذرة كذلك بمعاونة مقاتلين من كندة تفككت مملكة كندة في القرن السادس الميلادي لعدة مشيخات صغيرة وبحسب مصادر التراث العربية، فإن الشاعر امرؤ القيس آخر ملوكهم، لا توجد مصادر معتمدة تثبت ذلك ولكن ذكر مؤرخي بيزنطة أن الحارث بن عمرو الكندي قُتل من قبل المناذرة أو  سراسين الفرس كما كانوا يسمونهم ويمكن اعتبار الحارث آخر ملوكهم الأقوياء. أُكتشفت كتابة دونها أبرهة الأشرم يشير فيها إلى سيطرته لمكان اسمه حلبان يبعد ثلاثمائة كم غرب الرياض حالياً.
وتذكر كتب التراث العربي أن طسم وجديس هم قوم من العرب البائدة، التي أنقرضت ولا تكاد تذكر جديس إلا مع ذكر طسم. وهم من سكان جزيرة العرب القدماء (اقوام عاد وثمود العماليق)الذين كانت لهم حضارات عظيمة في وسط شبة الجزيرة العربية وبادت. وتتلخص الروايات بأنهما قبيلتان سكنتا اليمامة وما حولها ويذكر أن جديس ذلت على يد طسم بحكم رجل يقال له عمليق، وجعل أن لا تزف بكر من جديس حتى تساق إليه فيفترعها قبل زوجها، فكان أن انتقمت جديس غدرا بعد أن أصاب العار أخت سيد جديس ويقال له الأسود بن عفار، وكان اسمها شموس وقتل عمليق على يد الأسود بن عفار وأصبح حاكما على طسم وجديس وحكم بينهم بالعدل، ولكن رجلا من طسم يقال له رياح بن مرة استغاث بحسان بن تبع الحميري، فأجاب له طلبه وسار معه إلى اليمامة، فحاولت زرقاء اليمامة تنبيه قومها، فلم يصدقوها، فقتل من جديس على يد طسم والحميريين ودُكت منازلهم.
وتذكر كتب التراث العربية معركة حامية سميت بداحس والغبراء وهي حرب «أهلية» بين فرعين من قبائل غطفان ودامت المعارك بينهم أربعين سنة بسبب فرس حسب الأساطير. ونجد هي موطن عدد من الشعراء العرب من الطبقة العالية مثل امرؤ القيس والأعشى وعنترة بن شداد. تعد قبيلة بني حنيفة من أشهر قبائل المنطقة تاريخيا وشاركوا في معركة الظهر وهي أحد أيام العرب وفق كتابات الإخباريين ضد بني تميم. كان بنو حنيفة يقاتلون بجانب بكر بن وائل ضد تغلب ولكنهم استقروا من فترة مبكرة وكانوا يتعرضون لغزوات متعددة من الأعراب المحيطين بهم. وهي تاريخيا جزء من اتحاد بكر بن وائل. وهناك تميم وبنو أسد ويختلفون عن بني حنيفة في أن معظمهم كان بدوياً خلال تلك الفترة.
في القرن السابع الميلادي، ظهر النبي محمد في الحجاز وبدأ دعوته للدين الجديد ووفدت القبائل النجدية على النبي في عام الوفود منها بنو تميم وهم الذين يتحدث عنهم النص القرآني القائل: ﴿إِنَّ الَّذِينَ يُنَادُونَكَ مِنْ وَرَاءِ الْحُجُرَاتِ أَكْثَرُهُمْ لَا يَعْقِلُونَ ۝٤﴾ [الحجرات:4] ذلك أن الأقرع بن حابس قدم إلى المدينة يطلب فداء سبايا من بني تميم سباهم النبي في غزوة أمر عليها عيينة بن حصن ونادى على النبي: يا محمد، يا محمد" فلم يجبه النبي فقال الأقرع:"يا محمد، إن مدحي زين وذمي شين" عقب وفاة النبي، ارتد معظم نجد عن الإسلام فامتنعت غطفان عن تأدية الزكاة فأسر المسلمون عيينة بن حصن الفزاري وظهر طليحة بن خويلد الأسدي وسجاح ومسيلمة بن حبيب الحنفي المعروف في المصادر الإسلامية بـ"مسيلمة الكذاب" وبحسب هذه المصادر، فإن الثلاث ادعوا النبوة وجمع طليحة بن خويلد الأسدي قبائل بني أسد وطيء وغطفان لقتال المسلمين.
أرسل الخليفة أبي بكر الصديق خالد بن الوليد الذي قمع أتباع طليحة بن خويلد الأسدي في معركة بزاخة وقتل مالك بن نويرة التميمي. أقام خالد قرابة الشهر في بزاخة يتعقب غطفان وطيئ ويقول الطبري أن خالداً أحرقهم بالنيران ورضخهم بالحجارة وخزقهم بالنبال ونكسهم في الآبار ورمى بهم من الجبال
أما مسيلمة بن حبيب فقد كان يبشر بنبوته من أيام النبي بل تذكر المصادر الإسلامية أنه أقترح تقسيم الأرض بينه وبين النبي محمد وكان مسيلمة متأثراً بالمسيحية كغالب سكان المنطقة وتبعه جل قومه إلا نزر يسير منهم ثمامة بن أثال قمع خالد بن الوليد حركة مسيلمة وأنزل خسائر فادحة في صفوف بني حنيفة وقُتل مسيلمة بضربة رمح من وحشي ومن بني حنيفة مالا يقل عن أربعة عشر ألفا وفقا للطبري معظمهم قُتل بعد مقتل مسيلمة وتوقفت المعارك، إذ أرسل رجلين من الأنصار بأمر الخليفة بقتل كل من «أنبت» ـ كل من تبدو عليه علامات البلوغ ـ وفق عدد من الإخباريين وقتل من جيش الخليفة 500 ومنهم زاد فقال 1200 من المسلمين

لا يُعرف الكثير عن نجد بعد هذه الحوادث، ظهر نجدة بن عامر الحنفي وهو من الخوارج أيام الدولة الأموية وأقام دولة مستقلة في نجد شملت القطيف في إقليم البحرين مستغلا تذمر النجديين من خلفاء بني أمية وذلك عام 692 ولكن دولته لم تستمر طويلاً وأستعاد الأمويين السيطرة على نجد وأصبحت تابعة للبحرين وتدار بوالي بواحد. المصادر شحيحة للغاية عن وضع المنطقة ويبدو أن تجارة العبيد قد ازدهرت بها خلال الدولة العباسية وظهرت عدة حركات تمرد منها ماوقع أيام أبو جعفر هارون الواثق بالله وإرساله موسى بن بغا الكبير التركي الذي قتل ألف ومائتان من سكان نجد وأعاد سيطرة الدولة العباسية على المنطقة من جديد ثم ظهرت الدولة الأخيضرية وهي دولة زيدية المذهب استقلت عن الخلافة العباسية عام 867 وحكمت حتى 1051 على الأقل في عام 925 تعاون ثالث أئمة بنو الأخيضر مع أبو طاهر سليمان الجنابي زعيم القرامطة في الإحساء للإستيلاء على الكوفة ولكنه قٌتل على يد القرامطة عام 928 شهدت المنطقة فترة سيئة نتيجة قسوة الأخيضريين ونزح عدد كبير من سكان نجد لمناطق مختلفة لسوء الاوضاع لا تتوفر تفاصيل كثيرة بعد هذه الفترة ولكن من المؤكد أن القبائل البدوية في نجد - بني هلال تحديدا - دعموا القرامطة في الإحساء ثم هاجروا في القرن الحادي عشر الميلادي إلى مصر واستغلهم الفاطميون للقضاء على الدولة الزيرية في المغرب وتونس ودمروا كل شي في طريقهم ويقول ابن خلدون:
| نجد | وأفريقية والمغرب لما جاز إليها بنو هلال وبنو سليم منذ أول المائة الخامسة وتمرسوا بها لثلاثمائة وخمسين من السنين قد لحق بها وعادت بسائطه خرابا كلها بعد أن كان ما بين السودان والبحر الرومي كله عمرانا تشهد بذلك آثار العمران فيه من المعالم وتماثيل البناء وشواهد القرى والمدر | نجد |

### التاريخ الحديث
تعتبر نجد منطقة معزولة نسبياً، فالكثبان الرملية تحيط بها من ثلاث جوانب ويفصل بينها وبين الحجاز سلسلة من الجبال. في السابق، كان القادم من العراق أو البحرين يضطر للمرور عبر نجد ولكن من القرن الثالث عشر الميلادي، أصبح بإمكان الحجيج والقوافل الالتفاف حول نجد بسهولة ومحاذاة البحر الأحمر نحو مكة أو جدة وهو ما ساهم في زيادة عزلة المنطقة أكثر لذلك فإن سرد تاريخ نجد المظلم ليس بالأمر السهل حتى القرن الثامن عشر الميلادي. في القرن السادس عشر بسطت الدولة العثمانية سلطتها على الحجاز وكان وجودها في تلك البلاد امتداداً لسلطتها على مصر، وامتد نفوذها ليشمل الأجزاء الشرقية من شبه الجزيرة العربية وأسسوا لهم إيالة في الإحساء. نجد لم تخضع لسلطة العثمانيين وظهرت إمارات حضرية صغيرة متعددة مكتفية ذاتياً تعتمد على الزراعة وأبقت القبائل النجدية على استقلالها التام
وفي القرن السابع عشر الميلادي كانت القبائل المنتشرة في نجد قبائل بني لام وسبيع والسهول وعنزة وعائذ.
وفي فترة ما من القرن السابع عشر الميلادي ارتحلت قبائل الدواسر من بادية اليمن في مأرب لعقيق بني عقيل وسمي الوادي باسمهم بعد ذلك وادي الدواسر سرعان ما لفتوا أنظار الإمارات المحلية الصغيرة لأن الدواسر كانوا يكثرون غزو القبائل البدوية قرب الإحساء ويعتدون على القوافل وتحالفوا مع قبيلة قحطان لاحقاً ولم تنجح أي من القبائل أو الإمارات من الوصول لمناطقهم وأجبروا آل صباح وآل خليفة على ترك نجد والهجرة إلى سواحل الخليج العربي ثم ارتحلت أعداد كبيرة من قبائل عتيبة وقبيلة قحطان وحرب ومطير وسبيع والدواسر وبني رشيد لأجزاء من نجد واستقرت بها. هكذا كان وضع نجد حتى القرن الثامن عشر، إمارات حضرية صغيرة وقبائل بدوية كبيرة متحاربة لم يكن الدين أول اهتماماتها. بل كانوا يحالفون أي إمارة مهما كان مذهبها لإبقاء استقلاليتهم كما يتضح مع ظهور الدعوة الوهابية بقيادة محمد بن سعود ومحمد بن عبد الوهاب.
ولد محمد بن عبد الوهاب مطلع القرن الثامن عشر عام 1703 م 1115 هـ في قرية صغيرة اسمها العيينة لعائلة من الحضر تتعقب أصولها لبني تميم. كان محمد بن عبد الوهاب شخصا عاديا يملك بستانا للتمور وعشرة أو عشرين بقرة تقريباً. سافر إلى المدينة والبصرة والإحساء ليتلقى تعليما دينياً وربما للعمل بالتجارة كذلك ثم عاد إلى مدينته العيينة حيث كان والده قاضياً لنشر رسالته الجديدة عام 1727.
كانت القرى النجدية تحوي رجال دين يسافرون إلى سورية والعراق لطلب المعارف الفقهية قبل محمد بن عبد الوهاب، ما ميز ابن عبد الوهاب هو دعوته إلى التوحيد. اعتبر محمد بن عبد الوهاب ثقافة أولياء الله الصالحين وتخليد ذكراهم ببناء القباب من البدع وحرم تدخين التبغ وأظهر حرصاً غير عادي على جبي الزكاة وكلها أمور رحب بها أمير العيينة ولكن اضطر لطرده لاحقاً لتشدد ابن عبد الوهاب والعقوبات القاسية التي فرضها على من لا يؤدون صلاة الجماعة، وتدخله الشخصي لفرض رؤيته وتفسيراته للشريعة ورجمه لامرأة متهمة بالزنا أغضب سكان العيينة وأميرها بالإضافة لضغوطات من أمراء بني خالد في الإحساء الذين كانوا يخشون امتداد دعوته لدرجة أن طالبوا عثمان بن معمر بقتل محمد بن عبد الوهاب ولكن ابن معمر رأى في طرده درءا لفتنة أكبر
كانت الإحساء بقيادة بني خالد قد تخلصت من الحكم العثماني عام 1670. وتمكنوا من ضم نجد لنفوذهم ولكنهم أبقوا على الإمارات المحلية. كانت القرى النجدية تحوي رجال دين يسافرون إلى سورية والعراق لطلب المعارف الفقهية قبل محمد بن عبد الوهاب وكان رجال الدين يعالجون مشاكل الناس العملية مثل الزواج والميراث ما ميز ابن عبد الوهاب هو دعوته إلى  التوحيد  وإصراره على قتال مخالفيه، فأهل حاضرة نجد لم يكونوا جهلة بل كانوا يملكون وعيا دينيا ساعد كثيرا في تقبلهم لدعوة محمد بن عبد الوهاب. ارتحل محمد بن عبد الوهاب إلى الدرعية وعليها الأمير محمد بن سعود جد سلالة آل سعود الذي استقبل بن عبد الوهاب ووفر له الحماية.
كان داعي الإسماعيلية في نجران يراقب ما يجري في نجد، ألحق ابن سعود هزيمة قاسية بقبائل العجمان مما دفعهم لطلب الدعم من أقاربهم البعيدين قبيلة يام في نجران فكان الرد قاسيا من المكرم الإسماعيلي الحسن بن هبة الله وألحقوا هزيمة بابن سعود عام 1764. وتوفي محمد بن سعود بعد عام واحد. بحلول عام 1792 تمكن عبد العزيز بن محمد بن سعود من فرض سيطرته على الرياض والخرج والقصيم وأبقى على الأمراء المحليين شريطة دفعهم الزكاة له، كدلالة رمزية على سلطته. أربعة عوامل ساعدت في نجاح الدعوة الوهابية:
- التشرذم وغياب الوحدة بين الإمارات النجدية الصغيرة ساعد السعوديين فرض السيطرة عليها واحدة بعد الأخرى.
- الخلافات الداخلية في الإمارات الصغيرة سهل على السعوديين الانقضاض عليها واستعمال المنشقين لخدمة مصالحهم.
- تقبل سكان الحاضرة النجدية لتعاليم محمد بن عبد الوهاب وفر قاعدة دعم شعبية قوية للسعوديين.
- ارتحال العديد من القبائل النجدية البدوية لمناطق أكثر خصوبة في العراق وسورية.

اعتمد أبناء محمد بن سعود على تحالفهم مع محمد بن عبد الوهاب الذي أصبح أبناؤه يعرفون بآل الشيخ ولا زالوا مسيطرين على المؤسسات الدينية. وعلى الغارات السريعة لتشكيل حقل سياسي بحدود متذبذبة فلم تكن لهم وسيلة غير استمرارية الغارات لإن القبائل البدوية أظهرت قدرة على تحدي السلطة السعودية ـ الوهابية لإن ابن عبد الوهاب وابن سعود لم يحاولوا إضفاء صبغة رسمية للعلاقات الدينية والسياسية والاجتماعية داخل الإمارة، الانتماء إلى مجتمع مسلم  لا يكفي لتجاوز الانتماءات القبلية والمناطقة.

## الجغرافيا

### التضاريس

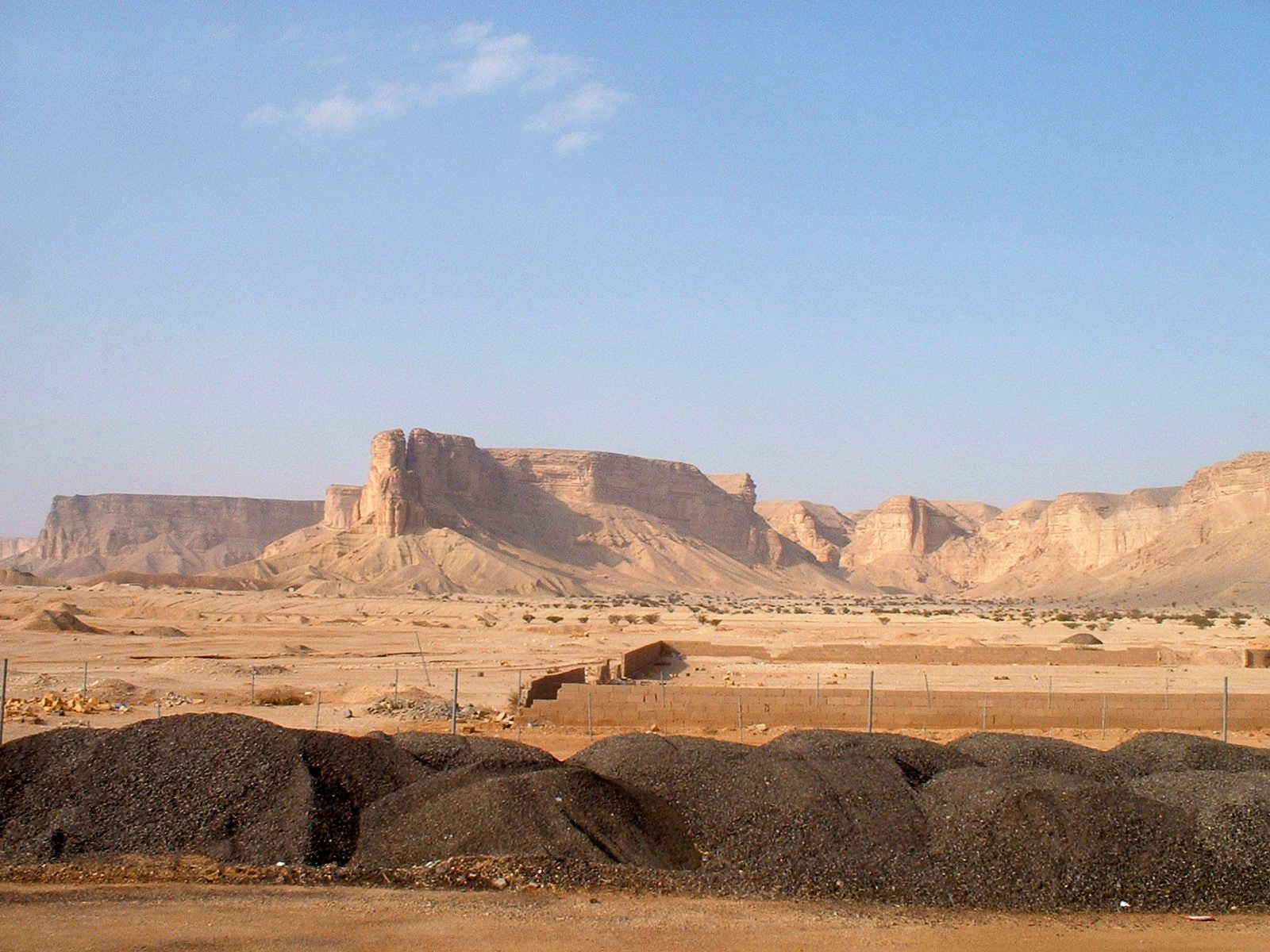
جبل طويق في نجد

نجد عبارة عن هضبة يتراوح ارتفاعها ما بين 762 و1524 م فوق سطح البحر ما عدى جبل حضن، مع انخفاض تدريجي من الغرب نحو الشرق. وهضبة نجد من رمال صحراء الحجارة، والدهناء شرقاً، وحدود الربع الخالي جنوباً، بينما يحدها من الغرب جبال الحجاز ومن الجنوب الغربي مرتفعات عسير. وفي كتاب مختار الصحاح وكتب اللغة معنى نجد المكان المستوي المرتفع عن سطح البحر وهي مكان معين عند العرب، وهي أرض تبدأ من جبال الحجاز إلى سور كسرى عند نهر الفرات الذي بناه للحماية من هجمات القبائل العربية على المدائن.

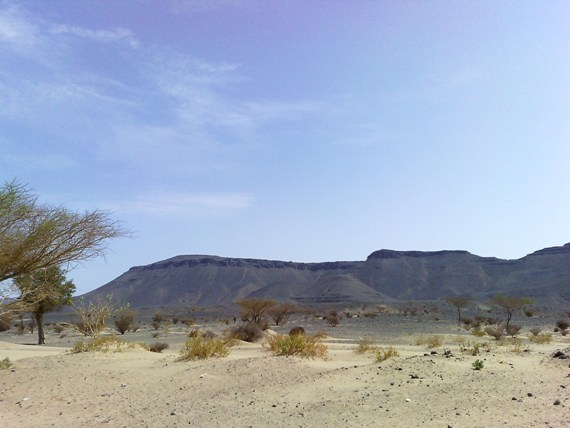
جزء من جبل حضن

ولقد كان للعرب قديما مقولة (من رأى حضنا فقد أنجد) وذلك يعني أنه من كان قادم من الحجاز ومتجه للشرق ورأى جبل حضن الواقع في عالية نجد شمالي مدينة تربة البقوم فقد دخل في نجد، ويعتبر جبل حضن أعلى نقطة في نجد كلها إذ يصل ارتفاعه إلى 1656 متر فوق سطح البحر.
وتتسم معظم أرجاء نجد بالجفاف والوعورة.
ويقع في شرق نجد إقليم اليمامة القديم، وهو جبل طويق وضواحيه. وقد كان العرب يعدون اليمامة إقليماً مستقلاً عن نجد، ويشكل إقليما اليمامة والبحرين عندهم إقليماً يسمى «العروض.» غير أن بلاد نجد كانت تحكم في عصور بني أمية وبني العباس من اليمامة، فصارت اليمامة مع مر العصور تعد من نجد، وانحسر عنها اسم اليمامة وصارت تعرف باسم «العارض»، وهو من أسماء جبل طويق، سمي بذلك لأنه يعترض طريق القادم من اليمن إلى البحرين. وجبل طويق أو العارض عبارة عن هضبة جيرية ضيقة في شرق نجد ويمتد من الشمال إلى الجنوب لمسافة تقارب 800 كم وينحدر جانبه الشرقي بشكل تدريجي إلى أن يغوص في رمال الدهناء، بينما ينقطع جانبه الغربي بشكل مفاجئ. ويختلف جبل طويق عن نجد العالية والسفلى في أنه صالح للزراعة، فقد وجدت الحواضر في جوفه وعند أطرافه منذ أقدم العصور، ممتدة على ضفاف وديانة، ولذلك فإن معظم الحواضر في نجد الحديثة تقع ضمن إقليم اليمامة القديم.
وتشق نجد العديد من الأودية التي تحتفظ بالماء بعد نزول الأمطار في فصل الربيع مما يسمح بالزراعة. وتقع معظم بلدان نجد على جوانب هذه الأودية التي أشهرها وادي حنيفة الذي يخترق مدينة الرياض من الشمال إلى الجنوب، ووادي الرمة في القصيم الذي يغوص في رمال صحراء الدهناء ليظهر على الجانب الآخر باسم وادي الباطن حيث توجد بعض أكبر المراعي في الجزيرة العربية في فصل الربيع، ووادي الخرج جنوب شرق الرياض، ووادي تربة الذي ينحدر من مرتفعات الحجاز مرورا بمدينة تربة ثم الخرمة ويتوقف أخيرا في الفرشة حيث يستقر في احضان عرق سبيع ويبلغ طوله حوالي350 كلم. ووادي رنية الذي ينحدر من مرتفعات الباحة ثم إلى رنيه ليلتقي بعد رنية بحوالي 100 كلم بوادي بيشه ويقدر طوله حوالي 350 كلم. ووادي برك الذي تقع عليه حوطة بني تميم (ذوالمجازة قديماً) وهي أسفل الباطن في حوطة بني تميم ووادي نعام الذي تقع عليه بلدة الحريق، ووادي الدواسر في أقصى جنوب نجد، وأودية كثيرة أخرى مثل وادي نساح ووادي لحى ووادي ماوان ينحدر أغلبها على جوانب جبل طويق.
وتنتشر في غرب وشمال هضبة نجد الكثير من الجبال الجرانيتية والبازلتية السوداء الصلبة مثل جبل العرض الذي تقع عنده بلدة القويعية. إلا أن أشهر هذه الجبال هي جبلي أبانات التي تقع في وسط نجد في منطقة القصيم.

ومن المعالم المهمة الأخرى في نجد النفود الرملية مثل نفود الثويرات بين الزلفي والقصيم، ونفود السر في وسط نجد إلى الغرب من جبل طويق وعرق سبيع الذي يمتد من الحوميات إلى جنوبي مدينة رنيه وكذلك عيون وبرك الماء كما في منطقتي الأفلاج والخرج وإن كانت غالبية هذه البرك قد جفت خلال القرن الماضي.

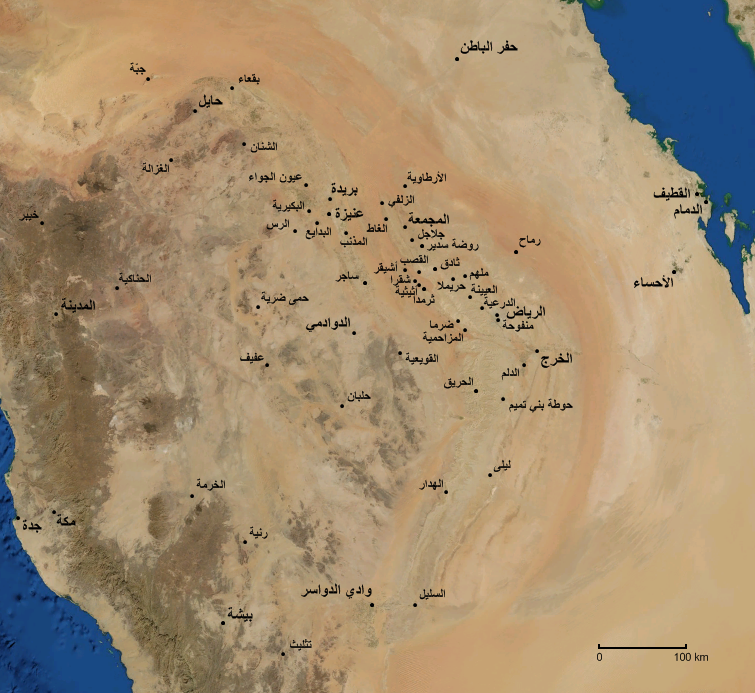
خريطة تبين بعض أهم المدن والقرى والهجر الواقعة على هضبة نجد بالإضافة إلى بعض الحواضر والمدن المجاورة.

### أقاليم نجد
تتميز الجهات الغربية والشمالية بأراضيها الواسعة الصالحة للرعي، ولذلك كانت مدار صراع وتنافس بين القبائل البدوية على مر التاريخ. ومن أهم المراعي في نجد عالية نجد الواقعة بين الحجاز وجبل طويق، ومناطق الصمان والدبدبة المتاخمة للعراق والتي يخترقها وادي الباطن أحد أطول أودية الجزيرة العربية، إلا أن تلك الأماكن لاتمتلك المياه الجوفية ولا الأودية العميقة الصالحة للزراعة والاستقرار، ولذلك تركز التحضر في نجد على جبل طويق (عارض اليمامة أو العارض قديماً). وفي القرون المتأخرة اعتاد أهل نجد على تقسيم حواضرها إلى عدة أقاليم أهمها:
- سدير يقع اقليم سدير فوق جبال طويق ويعتبر الإقليم الأكثر ارتفاعاً وبلدانة المجمعة روضة سدير حوطة سدير تمير والعودة وجلاجل والعطار وحرمة وعشيرة والتويم والجنوبية والجنيفي والداخلة وجوي.
- الجبلين: وهما أجا وسلمى ويقعان في شمال غربي هضبة نجد إلى الجنوب من صحراء النفود وهي موطن حاتم الطائي في القديم، ومدينته الرئيسية حائل.
- الوشم: وهو يقع بمقابل سدير على السفح الآخر (الغربي) لجبل الطويق، وهو معمور منذ القدم، وأشهر بلدانه الداهنة والجريفه والمشاش وشقراء وأشيقر وثرمداء وأثيثية والحريق والقصب ومرات.
- إقليم السر: كثبان رملية تقع غرب الوشم وأهم بلدانها مدينة ساجر وجفن والأرطاوي والسر والعمار والمطاوي والدمثي البرود والفيضة والسكران ومشرف وعين القنور وعين الصوينع وعسيلة وارطاوي الرقاص وخف ووثيلان والخفيفية.
- الزلفي: أكثر سكان بلدة الزلفي من قبيلة عتيبة[46] وهي المناطق الواقعة أسفل الحدود الشمالية لجبل طويق من الجهة الشمالية الغربية والشرقية بين الجبل وصحراء النفود حول مدينة الزلفي من شمال المجمعة إلى حدود صحراء الدهناء من الشمال الشرقي وصحراء النفود من الشمال الغربي وتضم الزلفي وعلقة وسمنان والروضة والبعيثة وثوير وشلوان وخب الرضم والجوي.
- القصيم: شمال هضبة نجد، ويوجد بها جبلي أبانات المشهورة، أبان الأسمر وأبان الأحمر الذي يمر بينهما وادي الرمة ومدنه الرئيسية بريده وعنيزة والرس والمذنب والبكيرية ورياض الخبراء والبدائع وعيون الجواء والخبراء والشماسية والهلالية والسحابين وروض الجواء والأسياح.
- عالية نجد: أو نجد العليا، وهي المرتفعات الغربية الواقعة على حدود الحجاز وجبل حضن وأطرافه وقد غلب عليها تاريخياً الطابع البدوي، وتبدأ من عند مدينة الدوادمي مروراً بمدينة مهد الذهب تمر إلى الحائط وتنتهي عند بلدة الحناكية على مشارف المدينة المنورة، وتعتبر بعض القرى والهجر من أقدم القرى النجدية التي أصبحت الآن من أهم المحافظات في منطقه مكة المكرمة وهي تربة ورنية والخرمة، وبعض المراكز التابعه محافظة الطائف وهي دغبج وفيضة المسلح وظلم ومحافظة المويه كما تشتمل على العديد من الهجر والمحافظات المنشأة في بداية القرن العشرين مثل محافظة عفيف الشبيكية ودخنة وعقلة الصقور وضرية وعروى والشعراء ونفي والحيد والبجادية.
- سافلة نجد: أو نجد السفلى، وهي ما ولي العراق إلى الكوفة، منطقة الحدود الشمالية والجوف حالياً.
- المحمل: وهو مجموعة من الأودية الصغيرة المنحدرة على السفح الغربي لجبل طويق ما بين سدير والوشم، وأهم بلدانه ثادق ورغبة والحسي والبير ورويضة السهول.
- الشعيب: وهو وادٍ خصب يكثر فيه الشجر ويقع فوق جبل طويق إلى الجنوب مباشرة من المحمل، واسمه القديم «وادي قرّان»، أهم بلدانه حريملاء والبره والقرينة وملهم وغيانة، كما كانت تقع فيه بلدة قديمة تدعى قرية كانت من أهم حواضر المنطقة في القرون الإسلامية الأولى وتسمى الآن ب «سدوس».
- العارض: ويقع على الجزء الأوسط من هضبة طويق إلى الجنوب من سدير والوشم والشعيب والمحمل، وهو ربما أقدم المواطن المعمورة في نجد إلى جانب الخرج، وأهم بلدانه تأريخياً الرياض ومنفوحة والدرعية والعيينة والجبيلة وسدوس الواقعة على جوانب وادي حنيفة. ويلحق بالعارض عادة قرى وادي البطين الواقعة إلى الغرب، وتشمل بلدان ضرما والمزاحمية والغطغط ومن أهم معالم الأثرية البطين البليده وقصور المقبل وقصور العمران وقصور الشهيل.
- العرض: جبل جرانيتي يقع 180 كم غرب الرياض على طريق الحجاز، وأهم بلدانه القويعية ورويضة العرض وعندها يبدأ التحول من الحواضر إلى البوادي في غرب نجد.
- الخرج: وهو وادٍ كبير تصب فيه عدة أودية أخرى، مأهول منذ أقدم العصور، أهم بلدانه الدلم والضبيعة والحزم والسيح واليمامة ونعجان معروفة من قديم الزمن وحتى بالدولة السعودية الثالثة إلى تم زيارتها من الملك سعود بن عبد العزيز آل سعود عندما كان ولياً للعهد وأيضا عندما تولى الحكم التي تسمّت بها المنطقة لقرون طويلة. وقد اندمجت معظم هذه القرى في مدينة الخرج الحديثة، وقد ذكرت الروايات القديمة أن اليمامة كانت أكثر نخيلًا من بلاد الحجاز.[47]
- الفرع: وهو اسم يشمل منطقتي حوطة بني تميم والحريق إلى الجنوب من الخرج، بالإضافة إلى قرى نعام والحلوة، وهي تعد أحياناً ضمن مسمى «العارض» نظراً لوقوعها في جوف جبل العارض (طويق).
- الأفلاج: وتقع إلى الجنوب من الحريق وهي عبارة عن واحة كبيرة تحتوي على عدد كبير من القرى الصغيرة والمزارع، وكانت إلى وقت قريب تحتوي على عيون ماء كبيرة وقديمة. أهم بلدانها ليلى التي يقال أنها سميت بذلك نسبة إلى ليلى العامرية، بالإضافة إلى الهدار.
- السليل: وتقع جنوب الرياض وشرق وادي الدواسر، وموقعها في الجهة الجنوبية لنجد، وتتبعها قرى ومناطق زراعية وهي خيران وتمرة والشيدية وحمام بالإضافة إلى آثار قرية الفاو التاريخية.
- تثليث: وتقع جنوب محافظة وادي الدواسر وشرق محافظة بيشة وهي كذلك في الحد الجنوبي لنجد.
- وادي الدواسر: وهو آخر الأماكن المأهولة جنوب نجد، ويقع على حدود الربع الخالي وتقع غرب محافظة السليل، وكان يسمى حتى القرن الخامس عشر الميلادي باسم «وادي العقيق» و«عقيق اليمامة» و«عقيق بني عقيل» و«عقيق تمرة».[48] أهم بلدانه الخماسين واللدام.

## المناخ
مناخ نجد قاري ويتسم بالحرارة في الصيف مع طقس يميل إلى البرودة لمدة ثلاثة أو أربعة أشهر في الشتاء، ويلاحظ فارق كبير في درجة الحرارة بين الليل والنهار معظم السنة. أما موسم الأمطار فيكون عادة بين ديسمبر ومارس من كل عام، مع تفاوت ملحوظ بين العام والآخر، وكثيراً ما تسيل أودية المنطقة في هذه الفترة، لذلك يوجد على أكثرها سدود لاستغلال السيول. وقد ينزل البرد أو الثلوج في النصف الشمالي من الهضبة في فصل الشتاء،

## العمارة النجدية

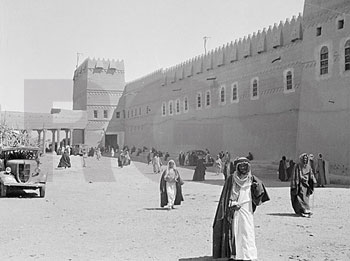
القصر الملكي في الرياض نموذج للعمارة النجدية

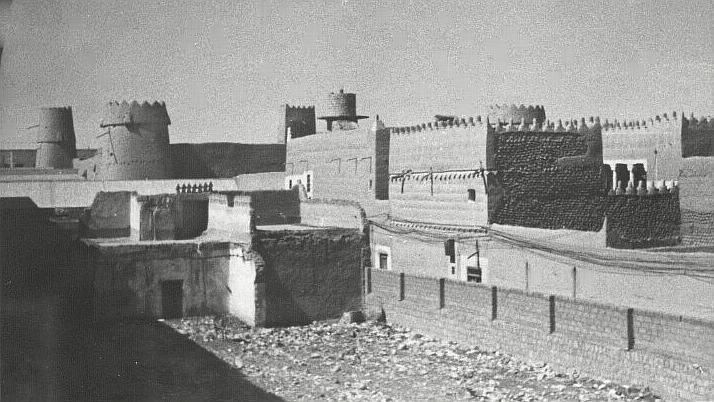
نموذج للعمارة النجدية

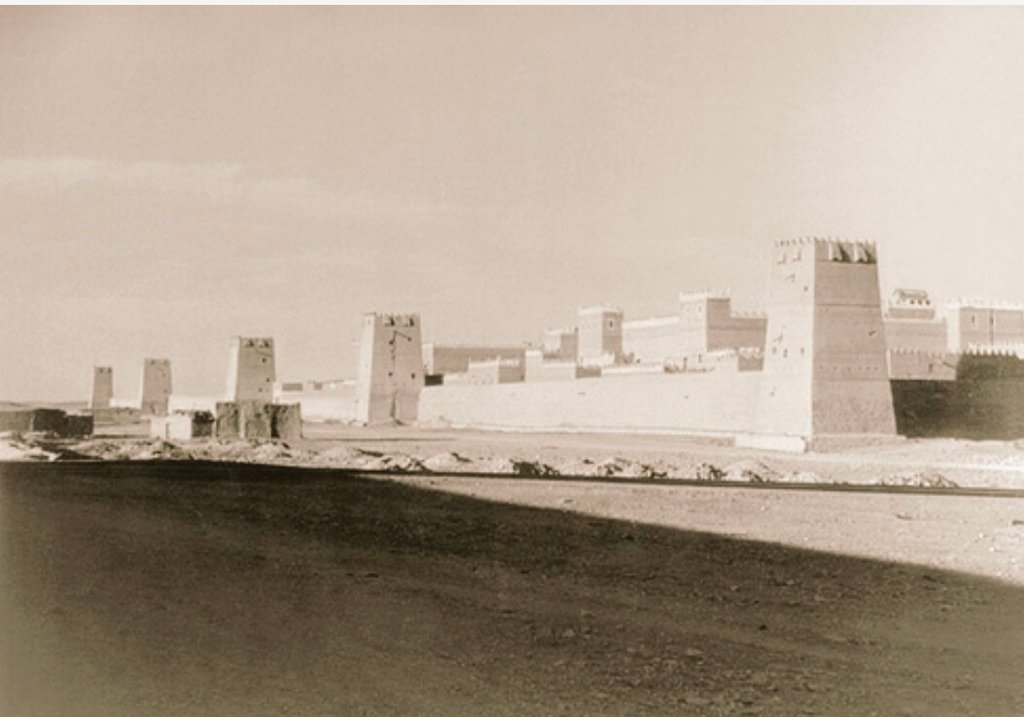
قصر المربع أحد نماذج العمارة النجدية

قصر برزان في مدينة حائل النجدية عام 1913م

تقوم العمارة النجدية على مكونين رئيسين هما الطين وشجرة الأثل. ويتم الحصول على الطين من حواف الأودية، وتبدأ العمارة بأن يقوم السّتاد (وهو الشخص المسؤول عن تخطيط البيت) بتخطيط الأرض وعمل الأساسات المبدئية لشكل البناء المراد إنجازه وهذا يكون في المباني الكبيرة داخل البلدان، أما المباني الصغيرة والمتفرقة ومباني بعض المزارع فهذه يقوم صاحب الشأن بخطها حسب رغبته وإمكانيته. وينتشر في مدن وقرى نجد قديما بناء أبراج المراقبة (المرقب باللهجة النجدية) وهو برج مخروطي الشكل ارتفاعه ما بين 20 إلى 30 متر ويقوم شخصان في أعلى البرج بمراقبة المنطقة على فترات مختلفة في اليوم بهدف الحماية من غزو الأعداء. وتتميز البيوت التراثية النجدية القديمة بجمال أبوابها ونوافذها الخشبية من خلال ما يتم تزيينها به من زخرفة تتصف بالبساطة والجمال والاعتماد على البيئة النجدية حيث تعتمد على الزخرفة الهندسية والنباتية كثيرًا مثل المثلث والدائرة والمربع والخطوط المتقاطعة، ومحاكاة الورود والأوراق وسعف النخل وعناقيد العنب.

## الزراعة
بلاد نجد ليست أرضا قاحلة كما يعتقد البعض، بل هي أصح بلاد العرب وأجودها هواء وقد تغنى شعراء العرب منذ القدم برباها ورياضها وقد كانت نجد حتى القرن السادس ميلادي ذات أشجار وغابات لا سيما في اليمامة والشربة جنوب وادي الرمة. ومدينة حجر اليمامة النجدية من الأراضي الخصبة في شبه جزيرة العرب قبل الإسلام، قال عنها أهل الأخبار: "وكانت أحسن بلاد الله أرضًا، وأكثرها خبرًا وشجرًا ونخيلاً من سائر الحجاز" وقد نعتت عند العرب بـ"ريف مكة"، إذ كانت تمون مدينة مكة في الحجاز بالحبوب، ولولاها لما تمكنت مكة من العيش برخاء. فلما أسلم "ثمامة بن أثال بن النعمان" الحنفي سيد أهل اليمامة في نجد، أراد العمرة، فلما سمع به المشركون جاءوه، فقالوا: يا ثمامة صبوت وتركت دين آبائك! قال: لا أدري ما تقولون إلا أني أقسمت برب هذه البنية لا يصل إليكم من اليمامة شيء مما تنتفعون به حتى تتبعوا محمدًا من آخركم.. وكانت ميرة قريش ومنافعهم من اليمامة، ثم خرج فحبس عنهم ما كان يأتيهم منها من ميرتهم ومنافعهم، فلما أضر بهم كتبوا إلى رسول الله صلى الله عليه وسلم، إن عهدنا بك وأنت تأمر بصلة الرحم وتحض عليها، وإن ثمامة قد قطع عنا ميرتنا وأضر بنا، فإن رأيت أن تكتب إليه أن يخلي بيننا وبين ميرتنا فافعل. فكتب إليه رسول الله صلى الله عليه وسلم، إن خل بين قومي وبين ميرتهم" وبذلك استراحوا وعادت أقواتهم إليهم.

## الثروة الحيوانية

### الخيول
أثبتت الكشوف الأثرية الحديثة أن سلالة الحصان العربي الأصيل أساسها واستئناسها في أواسط شبه الجزيرة العربية. وقد حرص العرب قديما على إثبات أنساب خيولهم، كما حرصوا على حفظ شجر أنسابهم، وتعد الخيول النجدية من أعرق سلالات الخيول العربية، وهي طويلة الأعناق، صغيرة الرأس، جميلة القوام، قليلة لحم الوجه والخدين، دقيقة الآذان، عريضة الأكفال، رحبة البطون، غليظة الأفخاذ، وهي قوية جداً وسريعة تلوح على وجهها علامات الجِّد، وتنقسم الخيول النجدية إلى خمس سلالات رئيسية، يُعتد بها عند أهل نجد وهي: الكَحيلاء، والعبيه، والصّقلاوية، والدّهماء والهَدْباء، وقد كان أهل اليمن قديما يستوردون الخيول من نجد لأن مناخ اليمن وتضاريسها غير مناسبة لتربية الخيول

### الإبل
الإبل النجدية تسمى ب(المجاهيم) وهي غالب إبل قبائل الدواسر وقحطان وبني مرة وهي سوداء اللون يتفرع منها (الصهب والملح والزرق)، ومنها انتقلت إلى قبائل نجدية اخرى مثل عتيبة وسبيع وغيرهم وهي إبل كبيرة الحجم تتميز بوفرة لحمها وغزارة إنتاجها للحليب وهي أشهر أنواع الإبل وتحتل المرتبة الأولى في السعودية من حيث العدد وإنتاج اللبن. وتعتبر حمى ضرية في كبد نجد قبل الإسلام حمى لإبل ملوك بني آكل المرار من كندة ثم أصبحت حمى إبل الملك كليب (وائل) بن ربيعة التغلبي ثم أصبحت حمى إبل الملك زهير بن جذيمة العبسي الغطفاني ثم أصبحت في عهد دولة الخلافة الراشدة حمى لإبل الخليفة عمر بن الخطاب القرشي رضي الله عنه.

### الأغنام
الأغنام النجدية هي نوع من الأغنام العربية المحلية موطنها في نجد في السعودية، تتميز الأغنام النجدية بأجسامها الطويلة والرقيقة وفروها الأسود الأنيق. تعتبر الأغنام النجدية واحدة من أكثر سلالات الأغنام المهددة بالانقراض في العالم، الأغنام النجدية هي سلالة قديمة من الأغنام العربية التي كانت منتشرة قديما على نطاق واسع في جميع أنحاء شبه الجزيرة العربية. تم وصف الأغنام النجدية لأول مرة من قبل الكتاب العرب الأوائل في القرن التاسع ميلادي، وتم نشرها في الغرب من قبل المسافرين خلال القرنين الثامن و التاسع عشر ميلادي، وتتميز الأغنام النجدية بجودة لحومها وحليبها وصوفها. تكمن قيمة لحومها في نقص الكوليسترول. حليبها مغذي، وصوفها ناعم وقوي

## السكان

### التركيبة السكانية التقليدية في نجد
كان سكان نجد ينقسمون بشكل أساسي حضر يسكنون المدن والقرى، ويتركز معظمهم في الخرج والعارض والمحمل والوشم وسدير والقصيم وحائل والأفلاج والزلفي والغاط، وبدو رحل يسكنون «البادية» متنقلين في الصحراء. أما عدد سكان نجد في فترة ما قبل 1932، فالأرجح أنه كان -في ذلك الحين- لا يزيد عن المليون نسمة على أكثر تقدير، ربما مناصفة بين البدو والحضر. وقد تحضّر الغالبية العظمى من بادية نجد في الهجر التي أنشئت لتوطينهم والمنتشرة في كافة أنحاء البلاد، والنساء النجديات مشهورات بجمالهن. و"حضر القصيم والزلفى وشقراء، من أنشط أهل نجد في التجارة. فقوافلهم التجارية تقصد سائر الجهات العربية، وتجارهم كثيراً ما يسافرون إلى الهند ومصر في سبيل التجارة، والتجار النجديون معروفون في الهند ومصر والعراق، أما البدوي في نجد لا يهمه إلا المطر والمرعى، فأزمته الحقيقية انحباس المطر وقلة المرعى ولا يبالي بما يصيب العالم في الخارج ما دامت أرضه مخضرة، وبعيره سمينا وغنمه قد اكتنزت لحماً وقد طبقت شحماً."

## عقيدة أهل نجد
أهل نجد يؤمنون أن النجدي سواء أكان حضريًّا أم بدويًّا إنما خُلِقَ لعبادة الله وطاعة شريعته، وأنه كُتب له في لوح القضاء لأجلٌ محدودٌ، فعليه أن يعمل في حياته ما يُرضي الله إلى يوم مماته، وفي يقينه أنه منتقل إلى جوار ربه فَيُجازى على ما كسبته يداه؛ إن خيرًا فخير أو شرًّا فشر؛ ومن هنا تجيء علة انعدام الجرائم على اختلاف ضروبها حتى في الحرب، فهم يؤمنون أن من قَتَلَ عدوًّا لدين الله وشرعة نَبِيِّهِ الكريم دخل الجنة، ومن قُتِلَ منهم في سبيل الله فقد أُجْزِلَ له ثواب عمله؛ فترى النجدي منهم وهو في سبيل الجهاد يحمل أكفانه وهو ممتلئٌ يقينًا وإيمانًا بصحة عقيدته الإسلامية، ولعل ذلك كان سببًا في بذل مُهَجِهِم في الحروب، واندفاعهم إليها بغير تردُّد، حتى إذا سقط أحدهم في حومة الوغى قتيلًا كان آخر ما يصل إلى سمعه ممن بقي حيًّا: «وا خليلاه! لقد سبقتني إلى الجنة.» أما في حالة هزيمة عدوهم وإطباقهم عليه تراهم يقولون متهللين: «يا أهل التوحيد، يا أهل التوحيد، إياك نعبد وإياك نستعين!» ويطلقون على دَوِيِّ الرصاص: ريح الجنة، حتى إذا أصيب أحدهم أثناء القتال في ظهره عَدُّوه جبانًا يحاول الفرار لا يستحق عندهم تكريمًا حتى ولا الدفن، أما عقائدهم الدينية فهي اتِّباعهم تعاليم القرآن الكريم والسنة النبوية، فلا يقيمون المآتم لموتاهم، ولا يشيدون القباب على الأضرحة، ولا على المساجد؛ فهم يعتقدون أن الموتى في هذه الدنيا لا يستحقون تكبيرًا ولا تعظيمًا من جانبهم ما داموا سيبعثون بعثًا جديدًا، وينعمون بنعيم الجنة.

## المطبخ النجدي

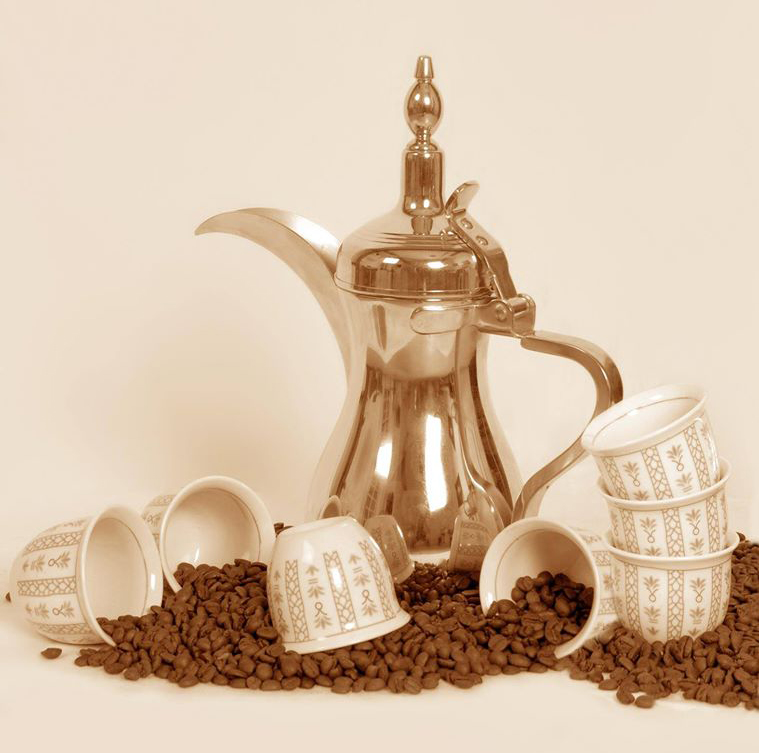
القهوة السعودية من تقاليد الضيافة في نجد

المأكولات النجدية عديدة ومن أشهرها المثلوثه الجريش والمرقوق والقرصان والمطازيز والمراصيع (المصابيب) ومن الحلويات الشهيرة في نجد الكليجا والمقشوش والحنيني والفتيت والمحلى، ومن العادات والتقاليد النجدية القديمة في الضيافة تقديم القهوة العربية مع التمر للضيف ثم إعداد وليمة للضيف عبارة عن أرز مطبوخ بلحم الضأن وتوضع معه أطباق من مرق اللحم، والنجديون مولعون بالقهوة العربية وأحب الأطعمة إليهم التمر وحليب الإبل

## نجد في الشعر العربي
ذكر الشعراء نجد في قصائدهم ومن ذلك:
قول ابن أحمر الباهلي :
وقول زهير بن أبي سلمى:
وقول بعضهم:
«من رأى حضناً فقد أنجد» أي من رأى جبال حضن وهي جبال المرازيق البقوم أي أصبح في نجد وتسمى جبال حضن عالية نجد أو تسمى نجد العليا وتعتبر جبال حضن شاهقة وعالية لطولها البالغ 1656 مترا عن سطح البحر.
وقال حميد بن ثور الهلالي:
وقال بلعاء بن قيس الكناني:
وقال الصمة بن عبد الله القشيري:
وقال أعرابي:
وقال الصمة بن عبد الله القشيري: